# Aeroportul Regional Youngstown-Warren
Aeroportul Regional Youngstown-Warren (IATA: YNG, ICAO: KYNG, FAA LID: YNG) este un aeroport din Ohio, Statele Unite ale Americii ce deservește zona Youngstown⁠(d). Aeroportul a fost tranzitat în 2019 de 3.036 de pasageri. A fost numit după zona deservită.
Situat la o altitudine de 365 m, aeroportul dispune de 2 piste.

## Infrastructură

### Piste
Aeroportul dispune de 2 piste. Pista 05/23 are suprafața de asfalt și dimensiunile 5.002 picioare × 150 picioare. Pista 14/32 are suprafața de asfalt și dimensiunile 9.003 picioare × 150 picioare. 